# Guibemantis punctatus
Guibemantis punctatus  (Blommers-Schlösser, 1979) è una rana della famiglia Mantellidae, endemica del Madagascar.

## Distribuzione e habitat

Areale

Questa specie vive in poche e frammentate aree di foresta pluviale del Madagascar centrale e orientale.
Ha un microhabitat specializzato, rappresentato dalle raccolte di acqua (fitotelmi) di piante del genere Pandanus.